# Nemoraea natalensis
Nemoraea natalensis är en tvåvingeart som först beskrevs av Villeneuve 1916.  Nemoraea natalensis ingår i släktet Nemoraea och familjen parasitflugor. Inga underarter finns listade i Catalogue of Life.